# إونابيوس
إونابيوس (بالإنجليزية: Eunapius) (و. 349 – العقد 420 م) هو مؤرخ، وفيلسوف، وكاتب، وكاتب سير من الإمبراطورية البيزنطية، ولد في سارد.

## روابط خارجية
- إونابيوس على موقع الموسوعة البريطانية (الإنجليزية)